# Aleksandrów Łódzki (gmina)
Aleksandrów Łódzki est une gmina mixte du powiat de Zgierz, Łódź, dans le centre de la Pologne. Son siège est la ville d'Aleksandrów Łódzki, qui se situe environ 9 km au sud-ouest de Zgierz et 13 km à l'ouest de la capitale régionale Łódź.
La gmina couvre une superficie de 115,58 km2 pour une population de 26 406 habitants.

## Géographie
La gmina inclut les sołectwa de Bełdów, Bełdów-Krzywa Wieś, Chrośno, Ciężków, Jastrzębie Górne, Kolonia Brużyca, Krzywiec, Księstwo, Brużyczka Mała, Nakielnica (sołectwo includes Karolew), Nowe Krasnodęby, Adamów (consists of Nowy Adamów et Stary Adamów), Prawęcice, Rąbień (includes Antoniew), Rąbień AB, Ruda Bugaj (inclut Łobódź), Sanie, Słowak, Sobień, Stare Krasnodęby, Wola Grzymkowa (incluant Budy Wolskie, Grunwald, Izabelin et Placydów) et Zgniłe Błoto.
La gmina borde les villes de Konstantynów Łódzki, Łódź et Zgierz, et les gminy de Dalików, Lutomiersk, Parzęczew et Zgierz.